# Strana i mir
Strana i mir (russisch Страна и мир, wiss. Transliteration Strana i mir; Das Land und die Welt; engl. Our country and the world) war eine monatlich erscheinende gesellschaftspolitische und kulturphilosophische Zeitschrift in russischer Sprache, die von 1984 bis 1992 in München herausgegeben wurde. Von der russischen Exilzeitschrift erschienen insgesamt 69 Ausgaben (mit 66 Heften, drei Ausgaben doppelt). Die Gründer und Herausgeber der Zeitschrift waren Kronid Ljubarski, Boris Chasanow (Gennadi Moissejewitsch Faibussowitsch) und Sergei Maksudow.